# 王云 (历史学者)

王云

王云（1914年4月12日—2004年），原名王岫，字晓云，云南邓川人，白族，中国历史学者。

## 生平
1914年4月12日，王云生于云南省邓川县青索村（后属洱源县，现属大理市上关镇），爷爷是光绪五年（1879年）举人段邦俊。1931年秋赴昆明，入昆华中学读初中。1934年秋，考入云南省立昆华师范学校。1938年秋，入读四川大学。1939年加入中国共产党。1940年秋，转入西南联合大学师范学院史地系，1941年休学一年回乡教书，1944年毕业。自在西南联大的后期起，曾在昆华农校、昆华中学、昆华师范等校任教。1949年3月任中共大理县委书记，9月任滇桂黔边纵队第七支队政治部主任，期间化名王云，并一直沿用。中华人民共和国成立后历任中共保山地委宣传部长、滇西工委办公室副主任、云南省民政厅办公室主任、红河师范学院院长、滇南大学校长。1962年10月任昆明师范学院副院长、党委常委，至1983年1月离休。

## 贡献
王云于1978年主持创建一二·一运动纪念馆和西南联大校史陈列室，并参与编著《“一二·一”运动史料汇编》五辑、《一二·一运动史料选编》、《一二·一运动史》、《中共西南联大地下组织和群众革命活动简史》、《中共西南联大地下组织简史》等书籍。参与审定点校本《滇志》，后著有《滇志校考》。王云还著有《南诏大理国年号考》，参与过五华楼出土古碑的整理工作。